# Ben Vautier
Benjamin Vautier, detto Ben (Napoli, 18 luglio 1935 – Nizza, 5 giugno 2024), è stato un performance artist francese.

## Biografia
Benjamin Vautier nacque a Napoli il 18 luglio 1935. Suo bisnonno fu il pittore svizzero Benjamin Vautier, da cui chiaramente ereditò il nome.
Dopo aver viaggiato in Turchia, Egitto e Grecia, si stabilì nel 1949 a Nizza, dove aprì un negozio di dischi d'occasione. Contemporaneamente iniziò la sua ricerca artistica da autodidatta appassionandosi a tutto ciò che nell'arte rappresentasse la novità, lo choc rispetto a quanto già esistente. Riconobbe questa attitudine nell'opera di Marcel Duchamp, un artista da lui considerato un maestro difficilmente superabile. Tenendo conto della sua lezione, definì, verso la fine degli anni Cinquanta i criteri validanti un'opera d'arte: la novità e l'esaltazione-affermazione dell'ego. Ciò lo spinse a effettuare delle "appropriazioni" firmando tutto ciò su cui non fosse stata ancora riconosciuta una paternità artistica.
Nel 1962 raggiunse Spoerri a Londra, dove visse per 15 giorni nella vetrina della Gallery One, e incontrò George Maciunas che gli parlò di Fluxus invitandolo a entrare nel gruppo. Vautier divenne un ardente propagandista delle idee di questo movimento: azioni di strada, creazione del teatro totale, accettazione dell'identità tra arte e vita.
Nel corso degli anni Settanta, un periodo che segnò la sua partecipazione a importanti esposizioni (Documenta a Kassel, Guggenheim di New York) e in cui collaborò con numerosi pittori in mostre, egli aprì a Nizza alcune gallerie, prima di fondare, nel 1978, La Différence, come pure fu il nome della sua rivista, in cui si affermò difensore delle minoranze etniche.
Proseguì negli anni successivi l'obiettivo di un'arte totale innovativa: "Mi piacerebbe che si dicesse un giorno che sono comunque qualcuno… e che ero necessario in un certo momento per produrre una nuova situazione…" (Ben 1987).
Ben Vautier partecipò a numerosi progetti artistici di Mail art e Fluxus indipendenti come Geiger di Adriano Spatola, Athe(X)ehtA con Antonino Bove, Philip Corner e Lamberto Pignotti, UR di Maurice Lemaître e Journal Sous Officiel con Julien Blaine, Giovanni Fontana e Bernard Heidsieck.
Vautier si suicidò con un'arma da fuoco nella sua casa di Nizza il 5 giugno 2024 all'età di 88 anni, dopo la morte per ictus della moglie avvenuta soltanto poche ore prima..